# Diastatomma ruwenzorica
Diastatomma ruwenzorica là loài chuồn chuồn trong họ Gomphidae. Loài này được Pinhey mô tả khoa học đầu tiên năm 1961.